# Monodonta passalis
Monodonta passalis là một loài bướm đêm trong họ Crambidae.